# ГАЗ-52
ГАЗ-52 — советский среднетоннажный грузовой автомобиль грузоподъёмностью 2,5 т.

## История
В 1962—1963 годах была разработана гибридная модель с двигателем наиболее массового советского грузовика ГАЗ-51 и с использованием узлов и деталей предсерийного на тот момент автомобиля с бо́льшей грузоподъёмностью ГАЗ-53.
ГАЗ-52 в различных модификациях выпускался на Горьковском автомобильном заводе с 1964 до середины 1993 года.
Тем не менее ГАЗ-51 выпускался параллельно с ГАЗ-52 до 1975 года.
Автомобилей ГАЗ-52 выпущено 1 006 330 единиц.
После 1993 года на смену ГАЗ-52 пришли более новые модели «ГАЗель» и «Валдай», тем самым заполнив пробел на рынке лёгких коммерческих автомобилей ГАЗа.

## Особенности конструкции
На ГАЗ-52 устанавливалась кабина от ГАЗ-53, что в ряде случаев затрудняет их идентификацию.
Основное отличие — это рядный шестицилиндровый двигатель, разработанный на базе довоенного карбюраторного двигателя внутреннего сгорания ГАЗ-11, на ГАЗ-53 устанавливался V-образный восьмицилиндровый карбюраторный двигатель ЗМЗ-53.
Также на ГАЗ-52 устанавливались колёса и шины от ГАЗ-51 размером 220—508 (7,50-20 дюймов), колёса с шестью отверстиями. На ГАЗ-53 устанавливались шины несколько бо́льшего размера — 240—508 (8,25—20 дюймов), колёса с тремя отверстиями. Колёса взаимозаменяемы.
За 23 года ГАЗ-52 выпускался в нескольких модификациях, при этом обычно выделяют две основные группы, заметно отличающиеся друг от друга:

### Длиннобазные модификации (1964—1993)
Сюда относятся автомобили ГАЗ-52А (шасси для установки фургонов и цистерн, годы выпуска — 1964—1966), ГАЗ-52-01 (шасси для установки фургонов и цистерн, годы выпуска — 1966—1993) и ГАЗ-52-03 (бортовой, грузоподъёмность — 2,5 т., годы выпуска — 1966—1973).
- Колёсная база у этих модификаций 3700 мм, точно такая же, как и на ГАЗ-53.
- Рама этих автомобилей практически одинаковая.
- Задний мост с разъёмным картером главной передачи, в половинки картера запрессовываются чулки полуосей, как и на ГАЗ-51; главная передача — коническая спиральная с передаточным отношением 6,67. Длиннобазная модификация «52-01» поздних лет выпуска (предположительно после 1978 года) получила гипоидный мост с неразъёмным картером главной передачи, точно такой же, как и на ГАЗ-53.
- Коробка передач с тремя парами косозубых шестерён постоянного зацепления (шестерни первой и задней передач — прямозубые) имела синхронизатор на третьей и четвёртой передаче. Для включения заднего хода необходимо было преодолеть дополнительное усилие пружины, рычаг имел два колена.

### Короткобазные модификации (1966—1989)
Основными серийными автомобилями были шасси для самосвалов ГАЗ-52-02 и бортовой грузовик ГАЗ-52-04 (серийно выпускался с 1975 года)
- Колёсная база 3300 мм, как и на ГАЗ-51.
- Более короткая рама была сделана из лонжеронов с меньшим сечением.
- Задний мост гипоидный, передаточное отношение — 6,83.
- Коробка передач ставилась от ГАЗ-51А, синхронизаторы отсутствовали, все шестерни — прямозубого зацепления. Для включения заднего хода необходимо было поднять «собачку» на рычаге; сам рычаг имел один небольшой изгиб у основания. Также выпускались короткобазные модификации ГАЗ-52 с коробкой передач с синхронизаторами на третьей и четвёртой передаче.

По сравнению с ГАЗ-51 в 52-м и 53-м применено усовершенствованное крепление рессор к раме.
- На ГАЗ-51 и ранних короткобазных ГАЗ-52 коренные листы рессор загибались, образовывая ушко, к раме рессора крепилась через втулки с рессорными пальцами, требовавшими постоянного ухода и смазки. Удлинение рессоры при нагрузке компенсировалось серьгой. В дальнейшем наступила унификация по подвеске на резиновых подушках.
- На длиннобазных модификациях ГАЗ-52 и ГАЗ-53 верхние коренные листы крепились к раме через резиновые подушки, не требовавшие ухода, серьга отсутствовала.
  - Подвеска автомобиля на продольных полуэллиптических рессорах, спереди — телескопические амортизаторы; задняя — с дополнительной рессорой, без амортизаторов.
- Ещё одним внешним отличием ГАЗ-52 от ГАЗ-53 является различная ширина радиатора — с шестицилиндровым двигателем ГАЗ-52 устанавливался более узкий радиатор, что хорошо видно через решётку облицовки, если смотреть на автомобиль прямо спереди. На автомобилях ГАЗ-53 с восьмицилиндровыми двигателями радиатор более широкий, визуально занимающий почти весь просвет решётки.
- Также отличительным признаком автомобилей семейства ГАЗ-52 от ГАЗ-53 является расположенный с правой стороны автомобиля глушитель, однако известны переделанные варианты выхлопной системы ГАЗ-52 с левосторонним глушителем.
- Хотя кабина на автомобилях 52-го и 53-го семейств одинаковая, имелись некоторые различия в её окраске на заводе — облицовка радиатора на кабинах ГАЗ-52 всегда была одного цвета с кабиной, а на кабинах ГАЗ-53 облицовка была белого цвета (только для модификаций с 1984 года, с новой изменённой облицовкой), независимо от основного цвета кабины, кроме автомобилей защитного цвета.

## Серийное производство
В процессе серийного выпуска автомобиль совершенствовался:
- Головка блока цилиндров, рассчитанная на свечи зажигания М8 (резьба М18×1,5) была заменена на головку под свечи А11 (резьба М14×1,25); головка блока цилиндров под свечи М8 обеспечивала степень сжатия 6,2, а головка под свечи А11 повысила степень сжатия до 6,7.[3] На двигатели, предназначенные для работы на сжиженном газе (пропан-бутан) устанавливалась головка блока цилиндров с уменьшенным объёмом камер сгорания, чем удалось повысить степень сжатия до 7,0. Отличительным признаком такой головки было наличие отлитой надписи «76» на верхней её поверхности. «76» обозначает необходимое октановое число бензина — при установке такой головки двигателю требовался бензин А-76, в то время как стандартный двигатель ГАЗ-52 работал на А-72.
- Двигатели ГАЗ-52 ранних выпусков имели два масляных фильтра — полнопоточный фильтр грубой очистки (с пакетом металлических пластин) и фильтр тонкой очистки ДАСФО (двухсекционный автомобильный супер-фильтр-отстойник). На машинах поздних выпусков устанавливался единый полнопоточный масляный фильтр (на место фильтра грубой очистки).
- На автомобилях поздних выпусков устанавливался вакуумный усилитель, включённый в систему гидравлического привода тормозов[4][5]
- Также на автомобилях поздних выпусков (чаще модификации 52-01) зачастую устанавливался стартер с электромагнитным тяговым реле, получающим питание от замка зажигания, основная часть выпущенных ГАЗ-52 имела педальный привод включения стартера на полу кабины. При нажатии на педаль стартера шток воздействовал на рычаг бендикса, вводя шестерню в зацепление с зубчатым венцом маховика и одновременно замыкал контакты тягового реле, подсоединяя аккумулятор к стартеру.
- С годами на кабине изменялась форма облицовки радиатора. Несмотря на поздние усовершенствования автомобиля ГАЗ-53-12, заключавшиеся в установке более современной светотехники (раздельные передние подфарники ПФ-130, усовершенствованные задние фонари ФП-130), системы аварийной сигнализации и раздельного гидропривода тормозов и другие, эти нововведения не были применены на автомобилях ГАЗ-52, которые до конца выпуска сходили с конвейера с одноконтурным приводом тормозов и архаичными светотехническими приборами 1960-х годов, которые при эксплуатации зачастую заменялись владельцами на более современные.

### Модификации ГАЗ-52
- ГАЗ-52 (1964 год) — бортовой грузовик, база 3,3 м, грузоподъёмность 2,5 т, двигатель ГАЗ-52, мощностью 75 л. с., была выпущена опытно-промышленная партия;
- ГАЗ-52Ф (1958—1959 гг.) — бортовой грузовик, база 3,3 м, грузоподъёмность 2,5 т с рядным шестицилиндровым форкамерно-факельным двигателем ГАЗ-51Ф, мощностью 85 л. с., была выпущена опытно-промышленная партия;
- ГАЗ-52Г (1959 год) — бортовой грузовик, база 3,7 м, грузоподъёмность 4 т, двигатель ГАЗ-51Ф, серийно не выпускался;
- ГАЗ-52А (с середины 1964 года до 1966 года) — шасси, база 3,7 м, грузоподъёмность 3 т, двигатель ГАЗ-52, мощностью 75 л. с.;
- ГАЗ-52П (1959 год) — седельный тягач, база 3,3 м, двигатель ГАЗ-51Ф, серийно не выпускался;
- ГАЗ-52Я (1959 год) — модификация бортового грузовика с грузоподъёмным бортом, грузоподъёмность 2,5 т, двигатель ГАЗ-51Ф, серийно не выпускалась;
- ГАЗ-52-01 (с 1966 года до 1993 года) — шасси, база 3,7 м, грузоподъёмность 2,5 т для автобусов и специализированных автомобилей, двигатель ГАЗ-52-01, мощностью 75 л.с (с 1975 г. устанавливался двигатель модели ГАЗ-52-04);
- ГАЗ-52-02 (с июня 1975 года по 1983 год) — шасси под самосвалы Саранского завода (САЗ-3503 и САЗ-3504), двигатель ГАЗ-52-04, мощностью 75 л. с.;
- ГАЗ-52-03 (с июня 1966 года по 1973 год) — бортовой грузовик, база 3,7 м, грузоподъёмность 2,5 т, двигатель ГАЗ-52-01, мощностью 75 л. с.;
- ГАЗ-52-04 (с апреля 1975 по 1989 год) — базовый бортовой грузовик, база 3,3 м, двигатель ГАЗ-52-04, мощностью 75 л. с.;
- ГАЗ-52-05 (с апреля 1975 по 1989 год) — грузовое такси на базе грузовика 52-04;
- ГАЗ-52-06 (с 1977 года по 1985 год) — седельный тягач, база 3,3 м;
- ГАЗ-52-07 (с ноября 1976 года по 1984 год) — модификация 52-04 на сжиженном газе[6], двигатель мощностью 73 л. с., максимальная скорость до 70 км/ч;
- ГАЗ-52-08 (с 1977 года до 1993 года) — модификация длиннобазного шасси 52-01 на сжиженном газе, максимальная скорость до 70 км/ч;
- ГАЗ-52-09 (с 1977 года по 1989 год) — модификация грузового такси 52-05 на сжиженном газе;
- ГАЗ-52-27 — (с 1984 года по 1988 год) — грузовик на сжатом природном газе, двигатель мощностью 65 л. с., максимальная скорость до 70 км/ч;
- ГАЗ-52-28 — (с 1984 года по 1988 год) — шасси на сжатом природном газе, база 3,7 м;
- ГАЗ-52-50 — экспортная тропическая модификация ГАЗ-52-01;
- ГАЗ-52-54 — экспортная тропическая модификация ГАЗ-52-04;
- ГАЗ-52-70 — экспортная модификация ГАЗ-52-01;
- ГАЗ-52-74 — экспортная модификация ГАЗ-52-04;
- ГАЗ-3302 (1977 год) — бортовой грузовик или шасси с кабиной, база 3,32 м, грузоподъёмность 3,0 т, двигатель мощностью 75 л. с., усиленная подвеска; серийно не выпускался.

Минский моторный завод освоил ремоторизацию ГАЗ-52 с установкой дизельного двигателя Д-245.12С мощностью 108 л. с.

## Размерные параметры
| Параметр                      | ГАЗ-52-03 (длиннобазовый) | ГАЗ-52-04 (короткобазовый) | ГАЗ-53А |
| ----------------------------- | ------------------------- | -------------------------- | ------- |
| Длина автомобиля, мм          | 6395                      | 5708                       | 6395    |
| Ширина автомобиля, мм         | 2380                      | 2200                       | 2380    |
| Высота автомобиля, мм         | 2190                      | 2150                       | 2220    |
| Колёсная база, мм             | 3700                      | 3300                       | 3700    |
| Ширина колеи спереди, мм      | 1577                      | 1650                       | 1630    |
| Ширина колеи сзади, мм        | 1650                      | 1690                       | 1950    |
| Свес, мм                      | 866                       | 866                        | 866     |
| Передний угол свеса           | 41°                       | 41°                        | 41°     |
| Задний угол свеса             | 24°                       | 31°                        | 25°     |
| Дорожный просвет спереди, мм  | 347                       | 335                        | 347     |
| Дорожный просвет сзади, мм    | 265                       | 245                        | 265     |
| Длина бортовой платформы, мм  | 3740                      | 3060                       | 3740    |
| Ширина бортовой платформы, мм | 2170                      | 2070                       | 2170    |
| Высота борта, мм              | 543                       | 610                        | 680     |
| Погрузочная высота, мм        | 1280                      | 1210                       | 1350    |
| Масса полная, кг              | 5465                      | 5170                       | 7400    |

## В игровой и сувенирной индустрии
- Масштабные модели грузовиков ГАЗ-52 и ГАЗ-53 в масштабе 1:43 выпускаются малыми сериями украинскими мастерскими «Vector-models» и «Херсон-модел».
- В мае 2013 года в продаже появилась модель от «ДИП моделс» бежевого цвета.
- Так же выпускались НАП и в журнальных сериях китайского производства.